# Christian Birngruber
Christian Birngruber (* 15. Februar 1983) ist ein österreichischer Polizeibeamter, der im Duathlon und Triathlon aktiv war. Er ist mehrfacher österreichischer Staatsmeister (2011, 2015, 2016).

## Werdegang
Christian Birngruber studierte Psychologie in Salzburg und arbeitete danach als Schulpsychologe. 2011 wechselte er auf die Polizeischule und seit 2013 ist er als Polizist tätig.

### Staatsmeister Cross-Triathlon 2011
Im August 2011 wurde er Österreichischer Staatsmeister im Cross-Triathlon. Bei den Europäischen Polizeimeisterschaften wurde Birngruber im August 2014 in Bremen Vizeeuropameister auf der olympischen Triathlon-Distanz.
Im August 2015 wurde er in Berndorf bei Salzburg nach 2011 zum zweiten Mal Österreichischer Staatsmeister Cross-Triathlon. Er startete für den Verein RLC Union Sterngartl und geht seit der Saison 2016 für das pewag racing team des Kettenherstellers pewag an den Start.

### Staatsmeister Triathlon Mitteldistanz 2016
Im Juli 2016 wurde er Staatsmeister auf der Triathlon-Mitteldistanz. Bei der Europameisterschaft auf der Halbdistanz wurde er im September am Walchsee Elfter. Im September gewann der damals 34-Jährige auf der Halbdistanz den Austria-Triathlon. Im Juni 2018 wurde er Europameister bei den Polizei-Meisterschaften Triathlon.
Im Mai 2021 startete er bei der Challenge St. Pölten, konnte das Rennen aber nicht beenden.
2022 wurde er Triathlon-Vize-Staatsmeister auf der Mitteldistanz.
Seit 2022 tritt Christian Birngruber nicht mehr international in Erscheinung.
Christian Birngruber lebt in Reichenau im Mühlkreis.

## Sportliche Erfolge
| Datum/Jahr    | Rang | Wettbewerb                                           | Austragungsort  | Zeit     | Bemerkung                                                                                          |
| ------------- | ---- | ---------------------------------------------------- | --------------- | -------- | -------------------------------------------------------------------------------------------------- |
| 28. Aug. 2022 | 2    | ÖTRV Staatsmeisterschaft Triathlon Mitteldistanz     | Zell am See     | 04:04:52 | Triathlon-Vize-Staatsmeister beim Ironman 70.3 Zell am See-Kaprun, hinter Lukas Hollaus            |
| 29. Aug. 2020 | 2    | Traismauer Triathlon                                 | Traismauer      |          | auf der olympischen Distanz hinter Michael Weiss                                                   |
| 5. Juni 2018  | 1    | USPE Europäische Polizeimeisterschaften im Triathlon | Almere          | 01:51:28 | Europameister auf der olympischen Distanz (1,5 km Schwimmen, 40 km Radfahren und 10 km Laufen)     |
| 2. Sep. 2017  | 1    | Austria-Triathlon                                    | Podersdorf      | 03:51:20 | Sieger auf der Halbdistanz                                                                         |
| 21. Mai 2017  | 7    | Ironman 70.3 Austria                                 | St. Pölten      | 04:07:46 | |
| 4. Sep. 2016  | 11   | ETU Middle Distance Triathlon European Championships | Walchsee        | 04:01:20 | Europameisterschaft auf der Halbdistanz im Rahmen der Challenge Walchsee-Kaiserwinkl               |
| 30. Juli 2016 | 1    | ÖTRV Staatsmeisterschaft Triathlon Mitteldistanz     | Litschau        | 04:07:38 | Triathlon-Staatsmeister beim Waldviertler Eisenmann                                                |
| 1. Mai 2016   | 3    | Ironman 70.3 Pays d’Aix France                       | Aix-en-Provence | 03:34:21 | witterungsbedingt ohne das Schwimmen ausgetragen                                                   |
| 6. Sep. 2015  | 1    | Austria-Triathlon                                    | Podersdorf      |          | Sieger auf der olympischen Distanz                                                                 |
| 28. Juni 2015 | 9    | Ironman Austria                                      | Klagenfurt      | 08:49:06 | |
| 17. Mai 2015  | 5    | Ironman 70.3 Austria                                 | St. Pölten      | 03:59:07 | |
| 10. Aug. 2014 | 2    | USPE Europäische Polizeimeisterschaften im Triathlon | Bremen          | 01:52    | Vizeeuropameister auf der olympischen Distanz (1,5 km Schwimmen, 40 km Radfahren und 10 km Laufen) |
| 29. Juni 2014 | 16   | Ironman Austria                                      | Klagenfurt      | 08:39:17 | als viertbester Österreicher                                                                       |
| 6. Juli 2013  | 1    | Steeltownman                                         | Linz            |          | [ 8 ]                                                                                              |
| 15. Aug. 2012 | 1    | Ausee Triathlon                                      | Ausee           | 01:03:40 | |
| 15. Juli 2012 | 3    | TriStar111 Kufstein                                  | Kufstein        | 03:31:09 | bei der Premiere des TriStar Kufstein                                                              |
| 8. Juli 2012  | 1    | Steeltownman                                         | Linz            | 01:55:44 | Sieg vor Matthias Buxhofer                                                                         |
| 19. Mai 2012  | 1    | Linz-Triathlon                                       | Linz            | 04:05:25 | |
| 31. Juli 2011 | 1    | Gmunden Triathlon                                    | Gmunden         |          | im Salzkammergut                                                                                   |
| 2011          | 1    | Steeltownman                                         | Linz            |          | |
| 15. Mai 2010  | 2    | Linz-Triathlon                                       | Linz            | 04:12:13 | |

| Datum/Jahr    | Rang | Wettbewerb                        | Austragungsort | Zeit     | Bemerkung                                                             |
| ------------- | ---- | --------------------------------- | -------------- | -------- | --------------------------------------------------------------------- |
| 27. Apr. 2014 | 3    | ÖTRV Staatsmeisterschaft Duathlon | Mürzzuschlag   | 05:32:14 | Staatsmeisterschaft Duathlon-Langdistanz beim Mürzman Extrem Duathlon |

| Datum/Jahr    | Rang | Wettbewerb                               | Austragungsort        | Zeit        | Bemerkung |
| ------------- | ---- | ---------------------------------------- | --------------------- | ----------- | --- |
| 26. Sep. 2015 | DNF  | ITU Cross Triathlon World Championships  | Orosei                | –           | ITU-Weltmeisterschaft Cross-Triathlon                                                                             |
| 1. Aug. 2015  | 1    | ÖTRV Staatsmeisterschaft Cross-Triathlon | Berndorf bei Salzburg | 01:46:56,25 | Österreichischer Staatsmeister Cross-Triathlon im Rahmen des X-Triathlon (1 km Schwimmen, 26 km MTB, 8 km Laufen) |
| 21. Aug. 2011 | 1    | ÖTRV Staatsmeisterschaft Cross-Triathlon | Wolfgangsee           | 03:43:38,9  | Österreichischer Staatsmeister Cross-Triathlon im Rahmen der Wolfgangsee-Challenge                                |

(DNF – Did Not Finish)